# سيوم
سيوم،  Si'um وأيضًا سام  Siium ( فلوريدا أواخر الألفية الثالثة قبل الميلاد)، كان الحاكم الثامن عشر للقوتيان جوتي من سلالة القوتيان جوتي  في سومر والمذكورة في «قائمة الملوك السومريين». تبعًا لـقائمة الملوك السومريين، كان سييوم خليفة  للملك يارلاقاندا، وآخر ملوك القوتيان قبل تيريغان.
يذكر لوح أثري مشهور يرجع إلى العام 2130  قبل الميلاد أن لوقالاناتوم Lugalanatum

أمير أوما أوما ، يدين بالولاء إلى سييوم ملك الجوتيين. 

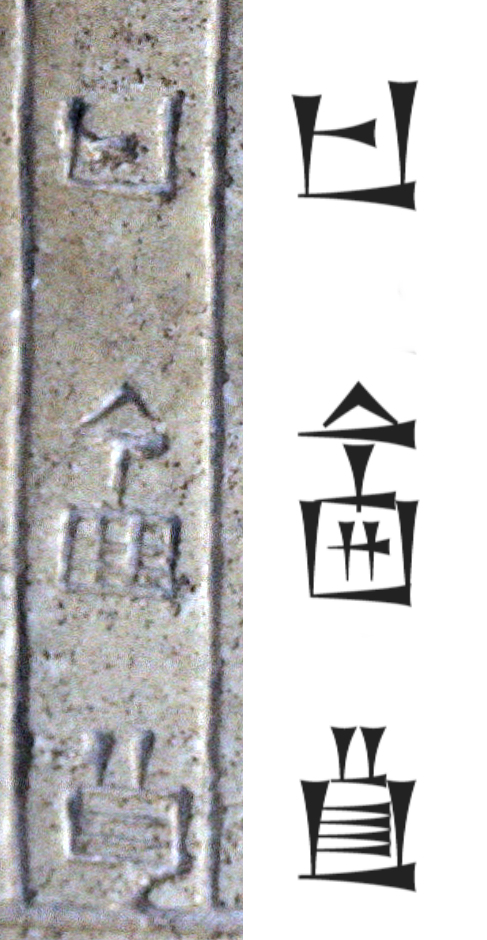
نقش لاسم "Si-u-um" (سييوم)  على اللوح ، وما يقابله بالسومرية  والمسمار المسماري (اكديان) Sumero- Akkadian
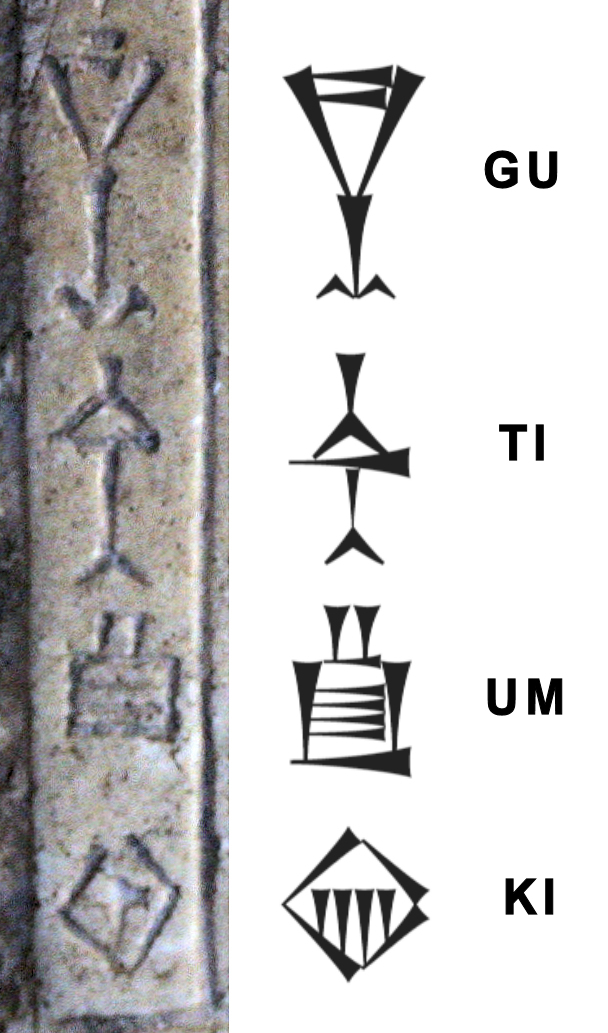
ذكر سلالة جوتيان لسومر the الجوتيون ، على اللوح (العمود الأخير: 𒄖𒋾𒌝𒆠 ، gu-ti-um KI )